# مهرجان النصر

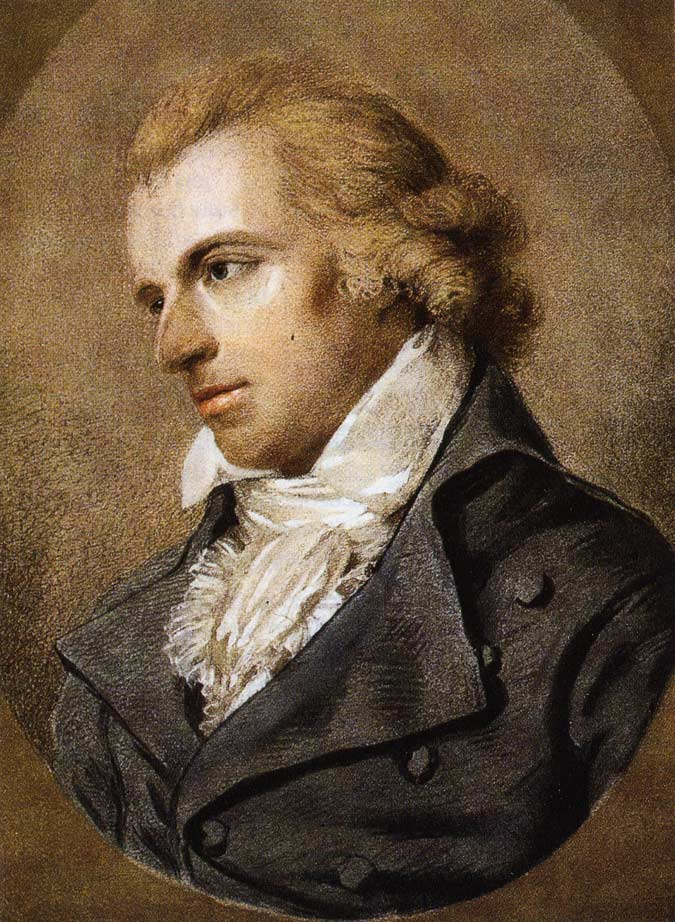
فريدرش شيلر

مهرجان النصر (بالألمانية: Das Siegesfest) قصيدة من تأليف الشاعر الألماني فريدرش شيلر (1759-1805)، كتبها في مايو من العام 1803 ونشرت في ذلك العام. موضوع القصيدة عبثية وعدم جدوى الانتصارات العسكرية.

## وصلات خارجية
- مهرجان النصر، على موقع autoren-gedichte.